# Белоносовка
Белоно́совка — деревня Березнеговатского сельсовета Добринского района Липецкой области (до 2010 года входила в Георгиевский сельсовет).
Расположена на берегах реки Плавицы; в Белоносовке через неё переброшен мост. В 1 км южнее проходит граница с Воронежской областью.
Возникло в середине XVIII века. В документах 1782 года о ней сказано так: «д. Нижняя Плавица, Белоносовка тож, 7 дворов». Первое название говорит о том, что она расположена на берегу Плавицы ниже села Верхняя Плавица (ныне в Воронежской области). Нынешные название неясно.

## Население
| 2010 |
| ---- |
| 50   |

## Объекты культурного наследия
- Курганная группа (5 насыпей)  исторический памятник (региональный)[4]